# Filipendula intermedia
Filipendula intermedia là loài thực vật có hoa trong họ Hoa hồng. Loài này được (Glehn) Juz. mô tả khoa học đầu tiên năm 1941.